# TaleSpin
TaleSpin is een Amerikaanse animatieserie van Disney, die voor het eerst werd uitgezonden in 1990. De serie telt in totaal 65 afleveringen. De laatste aflevering werd in 1991 uitgezonden, maar de serie is nadien nog vaak herhaald.
De naam van de serie is een woordspeling op de Engelse term tailspin: het in een spiraal neerdalen van een vliegtuig. De personages in de serie zijn deels gemodelleerd naar personages uit de Disneyfilm Jungle Boek.

## Achtergrond
De serie werd geïntroduceerd met een preview op The Disney Afternoon in mei 1990. Deze preview, een televisiefilm getiteld Plunder and Lightning, werd zelfs genomineerd voor een Emmy Award. Voor de serie zelf werd de film opgesplitst in vier afleveringen.
De personages in de serie zijn allemaal antropomorfe dieren. Verschillende van de personages uit de serie zijn losjes gebaseerd op Jungle Boek-personages, met name de hoofdpersoon Baloe, Koning Lowie (Engels: King Louie) en Shere Khan. Het personage Kit Blitskikker (Engels: Kit Cloudkicker) in de serie lijkt een vervanger te zijn voor Mowgli daar Baloe hem in de serie dezelfde bijnamen geeft als Mowgli in de film. Ondanks de gelijkenissen qua personages was de serie nooit bedoeld als spin-off van of parodie op Jungle Boek.
Veel van de scenario's uit de serie lijken te zijn gebaseerd op de serie Tales of the Gold Monkey uit 1982, waaronder het concept van een vrachtvliegtuigpiloot, het tijdperk waarin de serie zich afspeelt en de kostuums. In Tales of the Gold Monkey komt bovendien een bar voor genaamd 'The Gold Monkey', die gerund wordt door een man genaamd Louie. In TailSpin runt Koning Lowie een bar.
De serie vertoont ook overeenkomsten met Hayao Miyazaki's film Porco Rosso. Net als in die film komen er luchtpiraten voor in de serie. Hoewel Porco Rosso pas uitkwam in 1992, twee jaar na de serie, verscheen de manga waarop de film was gebaseerd al in 1989.
De serie werd grotendeels ontwikkeld door Jymn Magon en Mark Zaslove.

## Verhaal
De serie speelt zich af in de fictieve stadstaat Kaap Suzette (Engels: Cape Suzette), een havenstad beschermd door steile rotsen die de baai vrijwel geheel afsluiten. De smalle doorgang tussen de rotsen wordt bovendien bewaakt met luchtafweergeschut. Het tijdperk waarin de serie zich afspeelt is niet precies bekend, maar wordt geschat op ergens eind jaren dertig van de twintigste eeuw. Dit kan worden geconcludeerd uit het feit dat zaken als helikopters en straalmotoren nog experimenteel zijn in de serie en er gesproken wordt over het feit dat de "Grote Oorlog" bijna twintig jaar geleden is beëindigd.
Centraal staat Baloe, de piloot van een vrachtvliegtuig. Hij is in dienst van zijn vriendin Rebecca Honingham (Engels: Rebecca Cunningham) bij haar bedrijf Vlieg uw vrachtje (Engels: Higher for Hire). Hij wordt bijgestaan door een jongen genaamd Kit Blitskikker (Engels: Kit Cloudkicker), die ooit lid was van een groep luchtpiraten maar zich daar duidelijk niet thuis voelde. Hij doet nu dienst als Baloes navigator. Baloes vliegtuig is een omgebouwde Conwing L-16 genaamd de Zee-eend (Engels: Sea Duck).
Baloe neemt vrijwel elk klusje aan om aan geld te komen, waardoor hij en Kit in de meest uiteenlopende situaties belanden. Hun vaste tegenstanders zijn een groep luchtpiraten onder leiding van Don Ravage (Engels: Don Karnage). Zij maken deel uit van Thembria, hetgeen een parodie is op de Sovjet-Unie.

## Rolverdeling
| Personage         | Stemacteur                 | Stemacteur            |
| ----------------- | -------------------------- | --------------------- |
| Baloe             | Ed Gilbert                 | Jan Anne Drenth       |
| Rebecca Honingham | Sally Struthers            | Lucie de Lange        |
| Molly Honingham   | Janna Michaels             | Dewi Douwes           |
| Kit Blitskikker   | R.J. Williams Alan Roberts | Maarten Veerman       |
| Don Ravage        | Jim Cummings               | Carol van Herwijnen   |
| Koning Lowietje   | Jim Cummings               | Frits Lambrechts      |
| Shere Kahn        | Tony Jay                   | Paul van Gorcum       |
| Wildkat           | Pat Fraley                 | Reinder van der Naalt |
| Kolonel Spagaat   | Michael Gough              | Hein Boele            |
| Sergeant Bonker   | Lorenzo Music              | Ger Smit              |

## Andere media
- Een TaleSpin-computerspel werd ontwikkeld door Capcom, en uitgebracht voor onder andere de NES en Game Boy.
- In 1991 verscheen een stripserie over TaleSpin, gepubliceerd door Disney Comics.
- In DuckTales zijn een aantal referenties gemaakt naar TaleSpin, onder andere naar Cape Suzette en het verschijnen van Don Karnage. Ook is bekendgemaakt dat Kit en Molly hun opwachting maken in het derde seizoen op San Diego Comic-Con International in 2019.